# یپرم ملکومیان
یپرم کاراپتی ملکومیان (ارمنی: Եփրեմ Կարապետի Մելքումյան؛ زادهٔ ۱۸۸۵ - درگذشته ۱۹۵۷) یک فدایی اهل ارمنستان بود.

## زندگی‌نامه
در ۱۸۸۵ میلادی به دنیا آمد  وی در ۱۹۵۷ در سن ۷۲ سالگی درگذشت .